# Coeloides vancouverensis
Coeloides vancouverensis är en stekelart som först beskrevs av Dalla Torre 1898.  Coeloides vancouverensis ingår i släktet Coeloides och familjen bracksteklar. Inga underarter finns listade i Catalogue of Life.